# Black Site
Der Begriff Black Sites (deutsch: „schwarze Anlagen“) bezeichnet geheime Gefängnisse, die von den USA betrieben wurden, aber außerhalb deren Staatsgebiet liegen und offiziell nicht existierten. Der Begriff wurde von den US-Geheimdiensten und später nach dem öffentlichen Bekanntwerden dieser Einrichtungen auch in der Berichterstattung übernommen. Die USA betrieben auf Diego Garcia ein geheimes Gefängnis, bis dessen Existenz 2003 offenkundig wurde. Amnesty International warf den USA 2002 vor, neben bekannten, aber rechtlich bedenklichen Einrichtungen wie dem Gefangenenlager Guantanamo, ein weltweites Netz von geheimen Gefängnissen und Lagern zu betreiben, in denen Personen zum Teil rechtswidrig festgehalten und gefoltert werden.
Internationale Organisationen wie die UN und mehrere nationale Regierungen hatten die Schließung dieser Einrichtungen gefordert. Am 22. Januar 2009 ordnete Präsident Barack Obama mit sofortiger Wirkung die Schließung aller CIA-Geheimgefängnisse an und erließ eine Durchführungsverordnung zur Sicherstellung rechtmäßiger Vernehmungen.
Die CIA bleibt aber weiterhin vom Präsidenten autorisiert, Terrorverdächtige im Geheimen zu entführen und sie in Gefängnisse von Ländern zu verfrachten, die mit den Vereinigten Staaten zusammenarbeiten (Extraordinary rendition).

## Enthüllung

### Lage von Geheimgefängnissen (2006)
- Vereinigte Staaten (Naval Consolidated Brig – Charleston, Camp X-Ray, Camp Delta, Camp Echo, Camp Iguana – Guantánamo)
- Britische Überseegebiete (Diego Garcia)
- Kosovo (Camp Bondsteel)
- Polen (Flughafen Szczytno-Szymany – Stare Kiejkuty)
- Rumänien (Internationaler Flughafen Mihail Kogălniceanu military airbase – Constanța)
- Pakistan (Peshāwar, Kohat, Alizai)
- Irak (Camp Cropper, Camp Nama – Bagdad, Camp Bucca – Umm Qasr, Abu-Ghuraib-Gefängnis – Abu Ghuraib)
- Afghanistan (salt pit, dark prison – Kabul, Bagram Air Base – Bagram),
- Thailand (Voice of America relay station – Udon Thani)
- Dschibuti (Camp Le Monier – Dschibuti (Stadt))
- Angriffsschiffe (Peleliu, Bataan)[7][8]

### Zeittafel
Etwa ab dem 11. September 2001 änderte die CIA ihre Strategie, entführte Personen in die USA zu überführen, und ließ sie stattdessen außer Landes festhalten und verhören.
- xx. Dezember 2001 – Murat Kurnaz wird von den USA verschleppt.
- 18. Dezember 2001 – Ahmed Agiza und Muhammed Al Zery werden von Schweden an ein Gefängnis in Ägypten überstellt.[9]

#### Camp Delta wird in Betrieb genommen
- xx. Januar 2002 – Gefangene werden völkerrechtswidrig im Gefangenenlager der Guantanamo Bay Naval Base festgehalten und verhört.[10]
- 7. Januar 2002 – George W. Bush erklärt per Präsidialbefehl, dass Artikel 3 der Genfer Konventionen nicht für „ghost detainees“ (dt. „Geisterhäftlinge“) gilt.[11]
- 2. Dezember 2002 – Die Anwendung von Foltertechniken wird offiziell von Donald Rumsfeld autorisiert.[12]
- 26. Dezember 2002 – Europäische Geheimdienste werden von der Washington Post in Verbindung mit Geheimgefängnissen im Irak erwähnt.[13]
- 17. Februar 2003 – Über Ramstein wird Abu Omar von Italien nach Ägypten verschleppt und dort gefoltert.[14]

#### Geheimgefängnisse werden bekannt
- August 2003 – Es wird bekannt, dass auf Diego Garcia illegal Personen festgehalten und gefoltert wurden.[15]
- 31. Dezember 2003 – Der deutsche Staatsbürger Khaled al-Masri wird aufgrund einer Verwechslung verschleppt und misshandelt.[16]

#### Folterung wird bekannt
- 12. März 2004 – Misshandlungen von Gefangenen in Guantánamo werden bekannt.[17]
- xx. April 2004 – Es wird bekannt, dass im Abu-Ghuraib-Gefängnis brutalste Folter, die zu Todesfällen führte, angewendet wurde.[18]
- 28. Juni 2004 – Der Supreme Court erlaubt Internierten, US-Gerichte anzurufen.[19]
- 30. November 2004 – Das IKRK bestätigt Folter gleichkommende Behandlung in Guantánamo.[20] Eine Klage gegen Donald Rumsfeld wird vom Center for Constitutional Rights (CCR) in Deutschland eingereicht. Aufgrund seiner diplomatischen Immunität kann ihr nicht nachgekommen werden.[21]
- 1. Februar 2005 – Frontal enthüllt, dass die CIA schon vor dem 11. September 2001 Personen verschleppte.[22]
- 2. März 2005 – Donald Rumsfeld wird von der ACLU verklagt, da er die Folter von Häftlingen autorisiert hat.[23]

#### Spekulationen über Geheimgefängnisse in Osteuropa
- 2. November 2005 – Die Washington Post berichtet von Black Sites in Asien und Osteuropa.[24]
- 26. November 2005 – Transport von „ghost detainees“ wird in der Türkei beobachtet.[25]
- 3. Dezember 2005 – Nach Berichten des Spiegels hat die CIA 437 Flüge über Deutschland durchgeführt, die mit dem Transport von „ghost detainees“ in Verbindung gebracht werden.[26]

#### Deutsche Beteiligung wird bekannt
- 14. Dezember 2005 – Beteiligung des Bundesnachrichtendienstes an Verhören kommt an die Öffentlichkeit.[27]
- 16. Dezember 2005 – Innenminister Wolfgang Schäuble (CDU) verteidigt die Auslieferung von in deutschem Gewahrsam befindlichen Gefangenen an Geheimgefängnisse. Der US-Senat beschließt, Folter zu verbieten. Bei Angehörigen der CIA wird jedoch von der strafrechtlichen Verfolgung abgesehen und andere erhalten Rechtsbeistand.[28][29]
- 23. Januar 2006 – Ein US-Richter ordnet die Veröffentlichung der Namen von in Guantánamo festgehaltenen Personen an.[30]
- 19. Mai 2006 – Die UN fordern die USA zur Schließung der Black Sites auf.[31]
- 6. Juni 2006 – Die Bush-Regierung leitet das Aufheben des Verbotes von Erniedrigungen von Gefangenen ein. Die entsprechende Passage soll aus dem Feldhandbuch der Streitkräfte gestrichen werden.
- 11. Juni 2006 – Nachdem jährlich mehr als vier Dutzend Selbstmordversuche zu verzeichnen sind, gelingt es drei Häftlingen in Guantánamo erstmals, sich umzubringen.[32]
- 21. Juni 2006 – Präsident Bush gibt an, Länder zu suchen, die bereit sind, Verschleppte weiterhin völkerrechtswidrig festzuhalten, um die amerikanischen Internierungslager schließen zu können.
- 29. Juni 2006 – Der Supreme Court erklärt die Aburteilung von „ghost detainees“ durch Militärtribunale für verfassungswidrig. Des Weiteren stellte er fest, dass nicht der Präsident, sondern einzig der Supreme Court US-Recht auslegen dürfe.[33]
- 13. Juli 2006 – Präsident Bush hebt eine Direktive auf, welche die entwürdigende Behandlung von Inhaftierten gestattete.[34]
- 24. August 2006 – Der Ende 2001 verschleppte Murat Kurnaz (auch „Bremer Taliban“ genannt) wird freigelassen. Er wurde verdächtigt, Mitglied einer terroristischen Organisation zu sein. Diese Vermutung konkretisierte sich jedoch nicht.[35]

#### USA bestätigen Existenz von Geheimgefängnissen
- 06.09.2006 – Anlässlich der Überstellungen von 14 Talibankämpfern aus geheimen Gefängnissen nach Guantánamo gibt Präsident Bush zu, dass die CIA Geheimgefängnisse betreibt. Er nannte die Verhörmethoden „hart“, „sicher“ und „rechtmäßig“, bestreitet jedoch, dass die USA ihre Gefangenen foltern.[36]
- 10.09.2006 – Die US-Außenministerin Condoleezza Rice bekräftigt trotz internationaler Kritik, die Gefängnisse der CIA weiterhin zu betreiben.[37]
- 18.09.2006 – Präsident Bush startet eine Gesetzesinitiative, um ein Zweistufenmodell einzuführen. Demnach ist das Militär bei der Behandlung von Gefangenen an die Genfer Konventionen gebunden, wohingegen die CIA freie Hand hat.[38]
- 19.09.2006 – Dem Kanadier Maher Arar, dem von der CIA durch syrische Folter ein Geständnis entlockt wurde, gelang es nach seiner Freilassung, seine Unschuld zu beweisen.[39]

#### USA schließen CIA-Geheimgefängnisse
- 21.09.2006 – Nachdem Verhörspezialisten der CIA Zweifel an der Rechtmäßigkeit ihres Treibens gekommen waren, weigerten sie sich, ihren Aufgaben weiterhin nachzukommen. Aufgrund dieses Umstandes wurde die Schließung der Geheimgefängnisse zumindest beschleunigt. Nach Berichten des Spiegels befindet sich zurzeit kein Häftling mehr in ausländischen Einrichtungen der CIA, die im Übrigen wieder durch die jeweiligen nationalen Regierungen kontrolliert werden. Guantánamo scheint als Internierungslager jedoch weiterhin zu bestehen.[40]
- 21.09.2006 – Die UN fordert, auch die Lager auf Guantánamo zu schließen und verurteilt den Gesetzesentwurf von Präsident Bush als Verstoß gegen die Genfer Konventionen.[41]
- 17.10.2006 – Nachdem es von Kongress und Senat abgesegnet wurde, trat das Gesetz Military Commissions Act durch die Unterschrift des Präsidenten in Kraft. Ungesetzliche Kombattanten dürfen nun offiziell von Militärtribunalen verurteilt werden, rechtsstaatliche Normen für Gerichtsverfahren sind im Gesetz stark aufgeweicht.[42]
- 18.10.2006 – Es wird bekannt, dass das deutsche KSK Geheimgefängnisse der CIA in Afghanistan bewachte und auch mit Insassen in Kontakt kam. Nach Aussagen von Murat Kurnaz haben die deutschen Soldaten sich auch an den Misshandlungen der Internierten beteiligt. Bisher hatte die Bundesregierung bestritten, dass sich in diesem Zeitraum überhaupt Angehörige des KSK in Afghanistan befunden hätten.[43]
- 14.12.2006 – Nach dem Military Commissions Act inhaftierte Personen haben kein Recht auf eine gerichtliche Haftprüfung, bestätigt ein US-Bundesrichter. Im Übrigen sei für die Zuständigkeit der Militärtribunale für Internierte mit besagten Gesetz eine Grundlage geschaffen, so dass die Zweifel an ihrer Rechtmäßigkeit beseitigt seien.[44]

### Aufdeckung
Nach einem Bericht der Washington Post unterhält der US-Geheimdienst CIA mehrere Geheimgefängnisse für hochrangige Terrorverdächtige in Osteuropa und Asien. Zu den Standorten des verborgenen Gefängnissystems wurden neben Thailand und Afghanistan auch „mehrere Demokratien in Osteuropa“ genannt. Die Namen der osteuropäischen Länder hielt die Zeitung nach eigenen Angaben auf Bitten von US-Vertretern zurück. Diese fürchteten demnach, dass es nach einem Bekanntwerden der Gefängnisstandorte zu Anschlagsversuchen kommen könnte. Ein durch das Abhörsystem Onyx des Schweizer Auslandsgeheimdienstes abgefangenes Fax, das an die Presse gelangte, gilt als weiterer Anhaltspunkt für Geheimgefängnisse in Europa. Nach dem Inhalt des von der ägyptischen Botschaft versendeten Papiers sind 23 Personen in einem Geheimgefängnis in Rumänien inhaftiert. Weitere Anlagen, die diesem Zweck dienen, befänden sich in der Ukraine, dem Kosovo, Bulgarien und Nordmazedonien.
Auch Polen und Tschechien kamen als mögliche Standorte der geheimen Gefängnisse ins Gespräch.
Des Weiteren hat laut ZDF die Menschenrechtsorganisation Human Rights Watch den rumänischen Flughafen Constanța als möglichen Standort eines Geheimgefängnisses genannt. Unterdessen will der Europarat mittels Satellitenbildern mögliche Geheimgefängnisse ausfindig machen.
Im November 2005 wurde bekannt, dass die Rhein-Main Air Base ein Drehpunkt von Gefangenentransporten war. Mittlerweile wurde bekannt, dass in Deutschland insgesamt 437 Flüge den Jets zuzuordnen sind, die die CIA zum Transport von Gefangenen verwendet hat. Diese wurden über die US Navy von zivilen Firmen gechartert und als Business-Flüge getarnt. Während dieser fanden in den Maschinen vom Typ Hercules auch Verhöre statt.

### Reiterhof Antaviliai in Litauen
Am 19. November 2009 veröffentlichte die Washington Post einen Artikel über ein CIA-Lager beim Reithof Antaviliai, der etwa 25 Kilometer von Vilnius entfernt liegt und vermutlich in den Jahren 2004 bis Ende 2005 von der CIA als geheimes Gefängnis genutzt wurde. Im März 2004 sei das Gelände von der US-Firma Elite LLC gekauft worden. Diese Firma war im US-Staat Delaware, in Panama und in Washington, D.C. registriert. Alleiniger Aktionär dieser Firma sei die Star Finance Group and Holdings Inc. gewesen, die ihren Sitz in Panama hatte. Im Jahre 2007 wurde das Gelände wieder an die Regierung von Litauen verkauft.
Ein früherer Angehöriger des litauischen Geheimdienstes, Domas Grigaliunas, gab nähere Angaben zur Nutzung des Geländes und bestätigte, dass im litauischen Geheimdienst bekannt gewesen sei, dass ein US-Geheimdienst der Auftraggeber für den Bau des Lagers gewesen sei. Im November hatte der US-Sender ABC berichtet, dass in dem Lager acht Gefangene festgehalten wurden. Die litauische Regierung setzte eine Untersuchungskommission ein, die die Umstände um das Lager bis zum 22. Dezember 2009 in einem Bericht klären soll.
Der frühere Präsident Litauens, Rolandas Paksas, sagte vor dem Parlamentsausschuss aus, dass er vom litauischen Chef des Geheimdienstes die Information über eine Beteiligung Litauens an einem geheimen Programm nach dem Frühjahr 2004 zum Transport von Verdächtigen erhalten hatte. Nach den Aussagen der ehemaligen Präsidenten Valdas Adamkus, Ailgirdas Brazauskas und Rolandas Paksas gab es in Litauen zwei Gefängnisse mit den Namen Projekt Nr. 1 und Projekt Nr. 2. Das erste Projekt lag nach veröffentlichten Artikeln in Vilnius und wurde nie mit Gefangenen belegt. Das zweite Projekt sei der Reiterhof Antaviliai gewesen. Es seien zwar Flüge und Transporte der CIA nach Litauen nachweisbar, über den konkreten Transport von Gefangenen gebe es aber keine Nachweise, da die Transporte nicht von litauischen Behörden kontrolliert wurden.
Am 27. Oktober 2011 reichte Abu Subeida beim Europäischen Gerichtshof für Menschenrechte eine Klage gegen Litauen in der Sache ein.

### Aufklärungsbestrebungen
Auf diese Medienberichte hin hat sich nun die EU-Kommission eingeschaltet. Man werde die Berichte prüfen, versicherte ein Sprecher von EU-Justizkommissar Franco Frattini in Brüssel. Dabei handle es sich um eine „heikle Angelegenheit“, denn die EU habe keine direkten Zuständigkeitskompetenzen in diesem Bereich. Der US-Senat hatte sich aufgrund dieser Berichte eingeschaltet und forderte Aufklärung über geheime Gefängnisse der CIA im Ausland.
Am 28. November 2005 teilte die US-Regierung mit, dass sie gegenüber Vertretern aus Europa Stellung zu Fragen bezüglich der vermuteten Praxis nehmen wolle. Dies geschah, nachdem der britische Außenminister Straw im Namen all seiner EU-Kollegen förmlich und offiziell in Washington anfragte.

### Stellungnahmen
- Als Reaktion auf die Vorwürfe äußerte sich US-Außenministerin Condoleezza Rice in der Ukraine. Es sei Bediensteten des Landes ab sofort verboten, Gefangene grausam zu behandeln. Das gelte weltweit. Die Verpflichtungen aus der Konvention gelten für US-Bedienstete, wo immer sie sind, egal ob in den Vereinigten Staaten oder außerhalb der Vereinigten Staaten. Bisher erstreckte sich das Verbot nur auf US-Gebiet.[51]
- Von US-Behörden autorisierte Befragungstechniken und „kreative Verhörmethoden“ wie Waterboarding und allgemein weiße Folter[58] waren nach der Sprachregelung der Bush-Regierung jedoch keine Folter, sodass ihrer weltweiten Anwendung auch durch US-Bedienstete nichts im Wege stand.
- Zuvor hatte der damalige Sicherheitsberater Stephen Hadley versichert, dass, wenn es Geheimgefängnisse gäbe, die Behandlung der Gefangenen rechtlich gesehen unbedenklich wäre.
- „Zweifelhafte Befragungstechniken“ wurden durch US-Verteidigungsminister Donald Rumsfeld persönlich in verschärfter Form autorisiert.[59] Er hat ebenfalls Gutachten in Auftrag gegeben, die die Rechtmäßigkeit der Anwendung durch Präsident Bush legitimierter Verhörmethoden bescheinigen.[60]
- Der amerikanische EU-Botschafter Claytone Boyden Gray geht nach eigenen Worten mit der Thematik der Geheimgefängnisse „gelassen“ um, da sie (nach US-Recht) völlig legal seien und die Behandlungsweisen der inhaftierten Personen nicht unter die US-Definitionen von Folter und Unmenschlichkeit fallen.
- Die Praxis, Gefangene für härtere Foltermaßnahmen nach z. B. Syrien zu fliegen, wird nach CIA-Agentin Melissa Boyle Mahle nicht als illegal, sondern lediglich als „außergesetzlich“ angesehen.[22] Verdächtigte Personen unter rechtlich zweifelhaften Umständen außerhalb der USA zu verhören, sei auch schon vor dem 11. September 2001 üblich gewesen, wenn auch mit 70 Personen in geringerem Umfang. Im Jahr 2005 war von schätzungsweise 3000 Menschen die Rede, die von der CIA ohne Gerichtsverfahren festgehalten wurden.[61] Die Menschenrechtsorganisation Reprieve schätzte im Jahr 2008, dass 27.000 Personen in von den US-Behörden betriebenen Geheimgefängnissen festgehaltenen werden.
- Ein US-Bundesrichter hat mittlerweile angeordnet, dass die Namen der Guantánamo-Häftlinge veröffentlicht werden müssen.[62] Bis heute wurde unter einem Vorwand jedoch nur eine unvollständige Liste veröffentlicht. Sinn der Black Sites ist neben dem Wegsperren der Personen auch der Gewinn von Informationen.
- Kritiker behaupten jedoch, dass Erkenntnisse nicht nur nach rechtlicher Lage schwerlich zu gebrauchen sind, sondern sich zum Teil auch nachträglich als falsch herausstellen. So gestand Ibn al-Scheich al-Libi, dass er falsche Informationen angegeben habe, um den Verhören zu entgehen. Diese wurden jedoch mit als Gründe für die Notwendigkeit der Operation „Iraqi Freedom“ angeführt.[63]
- Nachforschungen der EU haben inzwischen ergeben, dass auf ihrem Territorium Menschen systematisch von der CIA entführt und in folternde Länder transportiert wurden. Dies geschah in einigen Fällen auch mit Wissen oder sogar Beihilfe der nationalen Regierungen.
- Bulgarien, die Slowakei und Ungarn distanzierten sich von Vermutungen, dass sich in ihren Ländern Geheimgefängnisse befänden.
- Der tschechische Innenminister František Bublan gab jedoch zu, dass die US-Regierung angefragt hatte, ob sie Verdächtigte in Tschechien festhalten dürfte. Dieser Anfrage habe er jedoch nicht entsprochen.
- Rumänien und Polen wiesen die jeweiligen Vorwürfe ebenfalls zurück, obwohl speziell bei diesen Ländern die Vorwürfe am konkretesten sind. Aufgrund der mangelnden Kooperation mit dem EU-Ermittler ist es allgemein schwierig festzustellen, welche Glaubwürdigkeit die Dementis haben.

### Involvierung Deutschlands
Der BND, das BKA und das BfV sollen nach Medienberichten auf diversen Ebenen am System der Geheimgefängnisse beteiligt gewesen sein. Die Behörden sollen Namen mutmaßlicher Terroristen und weiteres durch Abhörmaßnahmen gewonnenes Material an die CIA weitergegeben haben. Des Weiteren habe das BKA nicht nur Kenntnis von Geheimgefängnissen, sondern habe in ihnen auch Befragungen durchgeführt; so geschehen unter anderem bei Murat Kurnaz in Guantánamo und bei Muhammad Haidar Zammar in Syrien. Auch Khaled al-Masri unterstellt einem seiner Peiniger in Afghanistan, Mitarbeiter des BND zu sein. Zumindest legen Berichte nahe, dass die Fragen vom BND geliefert wurden. Diese Umstände sind der deutschen Politik nicht nur bekannt, sondern die Verwendung von unter Folter gewonnenen Erkenntnissen wird z. B. von Wolfgang Schäuble (CDU) vehement verteidigt. Dass durch deutsche Agenten ein Verhör auf Guantánamo durchgeführt wurde, ist auch öffentlich bestätigt worden. Auch wurde eingeräumt, dass das KSK Black Sites schütze.
Im Falle des deutschen   Dschihadisten Reda Seyam hat das BKA jedoch durch eine Überführung der Person nach Deutschland eine Entführung durch die CIA verhindern können. Er war zuvor schon in indonesischem Gewahrsam von Amerikanern verhört worden. Von Protesten gegen die Inhaftierung deutscher Bürger oder diplomatischer Bemühungen, diese zu befreien, ist jedoch nichts bekannt. Ebenfalls wurde auf das Einleiten rechtlicher Schritte verzichtet.
Das Einrichten eines Untersuchungsausschusses, der die Beteiligung des BND näher beleuchten sollte, scheiterte 2006 daran, dass man im 16. Deutschen Bundestag nicht die erforderliche Anzahl von 25 % der Stimmen zusammenbekam. Im zweiten Anlauf brachten die Oppositionsparteien (FDP, Bündnis 90/Die Grünen und Die Linke) im Bundestag am 15. März 2006 die erforderliche Anzahl der Stimmen auf.
Am 12. August 2009 wurde über einen Bericht der New York Times bekannt, dass die Planung von Black Sites in Marokko, Rumänien und einer nicht näher genannten Stadt im ehemaligen Ostblock von einer CIA-Versorgungsbasis in Frankfurt am Main aus koordiniert wurde. Der damalige für die Planung verantwortliche Leiter der Frankfurter CIA-Niederlassung, Kyle D. Foggo, wurde 2008 von einem US-amerikanischen Gericht der Korruption schuldig gesprochen. Für den Bau und die Ausstattung der Geheimgefängnisse verschaffte er einem Freund, Brent R. Wilkes, Aufträge der CIA. Im Gegenzug gab Wilkes Foggo unter anderem die Aussicht auf eine hoch bezahlte Position in einer seiner Firmen.

## Funktionsweise

### Verschleppung
Ein Großteil der Inhaftierten (interner Terminus: „ghost detainees“, deutsch „Geisterhäftlinge“) wurde während des Afghanistan-Krieges aufgegriffen, die ihnen nach den Genfer Konventionen zustehende Rechte wurden jedoch verwehrt. Viele wurden über das Kriegsende hinaus festgehalten. Nach Kriegsende kam es außerdem weltweit zu Verhaftungen von Personen, die als Verdächtige auf CIA-Fahndungslisten standen, unter ihnen auch viele Minderjährige. Teilweise beharrt die US-Regierung, trotz anders lautender vorliegender Geburtsurkunden, auf der Volljährigkeit der Inhaftierten, um sich der Kritik von Menschenrechtsorganisationen zu entziehen.
Nachforschungen der EU haben ergeben, dass alleine in Europa mindestens 100 Personen verschleppt wurden. Oft wussten die jeweiligen europäischen Staaten von den Vorgängen oder haben die Entführungen sogar unterstützt. Wie viele der geschätzten 3000 zumindest nicht rechtgemäß festgehaltenen Personen durch Entführungen und nicht im Rahmen von Kampfhandlungen aufgegriffen wurden, ist unklar. Europäische Staaten, in denen Verschleppungen nachweislich stattgefunden haben, sind neben Italien auch Mazedonien und Schweden. In den Vereinigten Staaten ist auch die Entführung eines kanadischen Bürgers dokumentiert.
In Afghanistan „jagen“ Marines zusammen mit Milizen der lokalen Warlords mutmaßliche Anhänger der Taliban. In der Praxis setzen die Stammesfürsten die Kontrollen eher als Schikanen gegen Angehörige anderer Bevölkerungsgruppen ein, die festgenommen und verschleppt werden. Die Gefangenen werden missbraucht und bezüglich aller Regeln des Islams entehrt. So müssen sie sich beispielsweise entkleiden und werden nackt photographiert, dabei werden mitunter Gegenstände in den Anus eingeführt und Geschlechtsteile berührt. Jedem Häftling wird eine Nummer mit Datenblatt zugewiesen, bei konkretem Verdacht kann ein Weitertransport nach Guantánamo erfolgen. Auch Entführten, die nach einigen Tagen von den Marines freigelassen werden, wird mit der Internierung in Geheimgefängnissen gedroht.
Bezüglich des Vorgehens der Marines wurden zwei bislang ergebnislose Ermittlungsverfahren eingeleitet. Weiterhin ist problematisch, dass die US-Regierung ein Kopfgeld für jeden mutmaßlichen Terroristen zahlte, so dass auch viele Unschuldige auf Verdacht verschleppt wurden.

### Inhaftierte Personen
(ursprünglich ca. 3.000 – inzwischen noch 1.000 (450 davon in Guantánamo))
| Name                                    | Staatsangehörigkeit                 | Verschleppt in | Haftort    | Haftdauer, Anmerkungen                           |
| --------------------------------------- | ----------------------------------- | -------------- | ---------- | ------------------------------------------------ |
| Ramzi bin asch-Schaiba                  | Jemen                               | Pakistan       | unbekannt  |                                                  |
| Ahmed Agiza                             | Ägypten                             | Schweden       |            | 25 Jahre Haft                                    |
| Hassan Mustafa Osama Nasr               | Ägypten                             | Italien        | Ägypten    |                                                  |
| Muhammad Haidar Zammar                  | Deutschland                         | Marokko        | Syrien     | freigelassen, im Zuge eines Gefangenenaustauschs |
| Murat Kurnaz                            | Türkei, aufgewachsen in Deutschland | Pakistan       | Guantánamo | nach Jahren freigelassen – unschuldig            |
| Ibn al-Scheich al-Libi                  | Libyen                              | Pakistan       | unbekannt  |                                                  |
| Zacarias Moussaoui                      | Frankreich                          | USA            |            | lebenslänglich                                   |
| Ahmed Quddus                            | Pakistan                            | Pakistan       | unbekannt  |                                                  |
| Chalid Scheich Mohammed                 | Pakistan                            | Pakistan       | unbekannt  |                                                  |
| John Walker Lindh                       | USA                                 | Afghanistan    |            | 20 Jahre Haft                                    |
| Sami Al-Haj                             | Sudan                               | Pakistan       | Guantánamo | entlassen                                        |
| Mohammed al Zery                        | Ägypten                             | Schweden       | entlassen  |                                                  |
| Sulayman al Bahlul                      | Jemen                               | Guantánamo     |            |                                                  |
| Salim Ahmed Hamdan → Hamdan v. Rumsfeld | Jemen                               | Afghanistan    | Guantánamo |                                                  |
| David Matthew Hicks                     | Australien                          | Afghanistan    | Guantánamo |                                                  |
| Ibrahim Ahmed Mahmud al Kosi            | Sudan                               | Afghanistan    | Guantánamo |                                                  |
| Khaled al-Masri                         | Deutschland                         | Mazedonien     |            | unschuldig                                       |
| Jamal al Harith                         | Großbritannien                      | Afghanistan    |            | unschuldig                                       |
| Maher Arar                              | Kanada                              | USA            |            | unschuldig                                       |

### Transport
Flüge von staatlichen Organisationen müssen zumindest in Europa als solche angemeldet werden. Um bei Transporten von Gefangenen nicht mit dem zeitnahen Verschwinden von Personen in Verbindung gebracht zu werden, beschloss die CIA die durchgeführten Flüge als Geschäftsflüge zu deklarieren. Die dafür verwendeten Flugzeuge wurden über die US-Marine von privaten oder Scheinfirmen gechartert und letztlich von der CIA genutzt. Auch soll die CIA eigene Fluggesellschaften als Tarnunternehmen besitzen wie „Tepper Aviation“, „Pegasus Technologies“, „Premier Executive Transport Services“, „Crestview Aerospace Corporation“ und „Aero Contractors“. Von den 41 Maschinen konnten jedoch nur vieren ohne größere Zweifel Transporte von Gefangenen zugerechnet werden.
1. N44982 – Gulfstream V – (N581GA, N8068V, N379P) – Transporte: Ahmed Agiza, Mohammed al Zery[73]
2. N227SV – Gulfstream IV – (N85VM) – Transporte: Abu Omar[74]
3. N4476S – Boeing Business Jet – (N313P) – Transporte: Khaled al-Masri[75]
4. N221SG – Learjet 35 – Transporte: Nach Presse in Türkei[76] und Dänemark[77] Personen aufgenommen. In größeren Flugzeugen soll jedoch nicht der Transport der Zweck gewesen sein. Die mit für Foltertechniken benötigtem Gerät ausgestatteten Flieger dienten der Vernehmung von Gefangenen. Die Verhöre wurden während des Fluges durchgeführt um Komplikationen mit nationalen Gesetzen zu vermeiden. Die Landungen waren lediglich Zwischenstopps.

### Geheimgefängnisse
Um den Gefangenen Rechte, die ihnen nach US-Gesetzen zustehen, vorenthalten zu können, befinden sich die Einrichtungen nicht auf US-Boden. Da es sich bei im Ausland gelegenen Militärbasen nicht um US-Boden handelt, muss man die hier festgehaltenen Personen, nach der Interpretation einiger Juristen, auch nicht nach US-Recht behandeln. Somit hält man die Gefangenen ohne Kontakt zur Außenwelt oder Zugang zu rechtlichen Mitteln unbefristet fest. Noch heute sind mehr als 280 Gefangene auf Guantánamo interniert. Früh kam auch an die Öffentlichkeit, dass sich auf Diego Garcia ein Lager befunden haben soll. Auf diversen weiteren US-Basen werden oder wurden auch Personen festgehalten. Am bekanntesten sind „salt pit“ und „dark prison“. In Europa sind die Standorte des „Szymany airports“ in Polen, der Flughafen „Mihail Kogălniceanu“ in Rumänien und das „Camp Bondsteele“ im Kosovo im Gespräch. Die Menschenrechtsorganisation Reprieve schätzt die Anzahl der in von den USA betriebenen Geheimgefängnissen festgehaltenen Personen auf 27.000.

### Haftumstände
Einen ersten Einblick in den Umgang mit Gefangenen in US-Geheimgefängnissen erhielt die Weltöffentlichkeit schon mit der Aufdeckung des Abu-Ghuraib-Gefängnisses. Hierbei ist jedoch unklar, ob die berichteten Zustände der Regel entsprechen, da aufgrund unzureichender Personalkapazitäten ungeschultes Personal eingesetzt wurde. Anhand von Berichten wie von dem aufgrund einer Verwechselung entführten deutschen Staatsbürger Khaled al-Masri kann man jedoch ein grobes Bild skizzieren. Den Häftlingen wird keine Möglichkeit gegeben, die Außenwelt zu kontaktieren. Abgesehen davon, dass man ihnen meist nicht mitteilt, weswegen sie festgehalten werden, sind sie von jedem Rechtsweg abgeschnitten.
Die Behandlung durch die Wärter ist von Schlägen und Tritten begleitet. Nahrung und Wasser wird den Gefangenen meist verdorben oder teilweise ungenießbar vorgesetzt. Das Ausüben der Religion wird durch das Vorenthalten von Gebetbüchern und durch andere Maßnahmen erschwert. Einem Häftling sei auch der Mund zugeklebt worden, weil er betete. Sanitäre Anlagen sind nicht immer Bestandteil der Käfige, in denen die Personen festgehalten werden. Demütigungen und Erniedrigungen sind Grundbestandteil der Behandlung.
Nach Berichten des 5 Jahre unschuldig inhaftierten Murat Kurnaz war in dem Gefangenenlager auf Guantánamo Folter an der Tagesordnung. Auch bestand die Nahrung hauptsächlich aus Tomaten und Reis. Damit zumindest einige wenige sich satt essen konnten, fastete man in regelmäßigen Abständen; die Gefangenen wechselten sich in regelmäßigen Abständen ab. Ebenfalls seien die Zellen andauernd durch Neon-Lichter beleuchtet gewesen, um den Häftlingen den Schlaf zu erschweren.
In Camp Nama, einem ehemaligen Folterkeller Saddam Husseins, der von der DIA (Geheimdienst des US-Militärs) genutzt wurde, war die Mentalität der Agenten erkennbar. Ein Schild mit der Aufschrift „Kein Blut – kein Regelverstoß“ zeigt die Grenzen auf. So wurde hauptsächlich Folter angewendet, die keine dauerhaften physischen Folgen hat, wozu man mit stumpfen Gegenständen wie Gewehrkolben schlug. Gefangene wurden auch als Zielscheiben für Schießübungen mit Paint-Ball-Kugeln missbraucht. Die Task Force 6-26 betrieb die Einrichtung unweit des Flughafens von Bagdad auch nach dem Abu-Ghuraib-Skandal weiter und unterlag dabei nach Berichten der New York Times keiner politischen Kontrolle. Selbst CIA-Agenten wurde empfohlen, während Verhören nicht persönlich anwesend zu sein.

### Wärter
Einen Einblick in den Alltag und die Aufgaben eines Wärters von Internierungslagern gewährte Sean D. Baker. Der Kriegsveteran folterte und beaufsichtigte Häftlinge in Camp Delta auf Guantánamo. Wie schon bekannt, sind die Aufseher maßgeblich bei der Vorbereitung der Gefangenen auf die Verhöre beteiligt. So sei es üblich gewesen, die Gefangenen vom Schlafen abzuhalten. Dies tat man z. B. dadurch, dass zwei Gruppen von Wärtern sich jede Viertelstunde dabei abwechselten, einen Häftling auf dem Hof auf und ab zu führen. Diese Prozedur wurde über die ganze Nacht ausgedehnt, sodass der Internierte bei den Verhören erschöpft war. Auch war es üblich, Personen in Klimakammern stundenlang ohne Schutz großer Hitze oder Kälte auszusetzen. Am effektivsten sei es aber gewesen, Prostituierte auf die Häftlinge anzusetzen. Um der Beschmutzung zu entgehen, wurden hier die meisten strenggläubigen Moslems schnell redselig. Sean Baker gab an, bei diesen Maßnahmen selbst beteiligt gewesen zu sein, und dass er niemals an der Rechtmäßigkeit der Behandlungen zweifelte. Im Gegenteil, es sei eine Ehre für ihn, den Vereinigten Staaten auf diese Weise dienen zu dürfen.
Zu den Verhören selbst konnte Baker keine Angaben machen, da er als Wärter die Gefangenen nur zum Verhörgebäude brachte, wo sie von CIA-Agenten übernommen wurden. Schreie von den Personen hat er während der Verhöre oft vernommen. Wenn er sie zurück in ihre Zellen bringen musste, waren sie meist völlig verstört, zitterten am ganzen Körper oder waren nicht mehr im Stande, zu gehen. In solchen Fällen habe er sie dann zurück in die Zellen getragen. Des Weiteren gehöre es zu den Aufgaben der Wärter, Selbstmorde zu verhindern. Alleine während seiner Schichten habe es mehr als 50 Selbstmordversuche gegeben, bei denen er teilweise persönlich die Internierten von den Stricken schnitt. Sean Baker spielte bei einer Übung einen Internierten. Die Wärter schlugen auf ihn ein und auch nachdem er das Codewort und seine wahre Identität kundgetan hatte, hörten sie nicht auf. Erst als durch die Tritte und Schläge sein oranger Overall zerrissen wurde und die Uniform darunter zum Vorschein kam, stellten sie die Misshandlungen ein. Aufgrund schwerer Kopfverletzungen bezieht er heute eine Invalidenrente und ist geschädigt.

### Foltertechniken
Um den Willen von Personen möglichst schnell zu brechen, wird eine auf ihre Person individuell ausgerichtete Behandlung durchgeführt. Die verwendeten Techniken sind überwiegend der weißen Folter zuzuordnen.
- Eine generelle Demütigung ist z. B. rosafarbene Unterwäsche. Verhörspezialisten aus islamischen Ländern werden konsultiert, um für Moslems besonders demütigende Anwendungen zu erdenken. So wird z. B. berichtet, dass auf Guantánamo Prostituierte Gefangene mit ihrer Menstruationsblutung besudeln oder Gefesselte sexuell stimulieren. Diese Maßnahmen werden gezielt vor den Gebetszeiten durchgeführt, da für diese Reinheit Voraussetzung ist.[81] Nach angeblich von Donald Rumsfeld genehmigten Verhörtechniken wurde in Guantánamo der Insasse Kahtani Ende 2002 über 54 Tage lang misshandelt. So musste er sich nackt von einer Frau verhören lassen, Frauenunterwäsche anziehen und Hunde-Kunststücke an einer Leine vorführen. Die Soldaten haben ihn außerdem als homosexuell bezeichnet.
- Die sensorische Deprivation oder auch Reizentzug ist eine für die Öffentlichkeit sichtbar angewandte weiße Folter. Hierbei werden Bewusstseinsstörungen hervorgerufen, indem man die Personen mit Overall, Atemmaske, Augenbinde und Hörschutz ausgestattet fesselt. In diesem Zustand sind die Gefangenen für Gehirnwäsche besonders anfällig.
- Das Gegenteil ist die Anwendung von Stresstechniken. Hierbei werden die Gefangene extremer Hitze oder Kälte, dauerhaft Licht oder Lärm ausgesetzt. Folgen sind neben Angstzuständen und Halluzinationen auch eine erhöhte Suizidneigung.
- Bei der Anpassung der Schlafgewohnheiten werden die Gefangenen systematisch vom Schlafen abgehalten. Folgen des Schlafentzuges sind der Verlust der Entscheidungsfähigkeit, Sprachstörungen, Bluthochdruck und andere Herz-Kreislauf-Erkrankungen.
- Zwecks schneller Wirkung wird das sogenannte Waterboarding angewandt. Hierbei werden Personen auf ein Brett geschnallt und mit Wasser übergossen, sodass sie reflexbedingt Todesängste ausstehen, die denen beim tatsächlichen Ertrinken ähneln.
- Andere Behandlungen umfassen unter anderen das Einführen von Gegenständen in den Anus, auch Isolationshaft findet Anwendung sowie Scheinhinrichtungen.

### Beteiligung von Ärzten
Laut einem vertraulichen Bericht des Roten Kreuzes aus dem Jahr 2007 wurde bei der Misshandlung von Terrorverdächtigen regelmäßig medizinisches Personal eingesetzt. Die Mediziner dienten dabei als Beobachter und als Akteure zur Dosierung der Intensität der Misshandlungen. Nach einem Bericht des „New England Journal of Medicine“ sind US-Ärzte an der Entwicklung effektiverer Foltertechniken beteiligt.
Nach einem Artikel des „Spiegel“ weigern sich inzwischen jedoch Ärzte und Psychiater, sich weiterhin an diesen menschenverachtenden Treiben zu beteiligen. Die Lücke wird von Psychologen ausgefüllt, deren Dachverband, die „American Psychological Association“, ihre Beteiligung durch die nationale Sicherheit rechtfertigt. Manche Mitglieder haben daraufhin ihre Beitragszahlungen eingestellt, mit Austritt gedroht und eine Online-Petition zur Beendigung der Kooperation mit dem Militär gestartet.

### Outsourcing
Falls man durch die in US-Gefängnissen angewendeten Methoden nicht die gewünschten Ergebnisse erhält, ist auch die Überstellung der Gefangenen in Gefängnisse befreundeter Geheimdienste, die härtere Methoden anwenden, nicht unüblich. Namentlich sind dies Länder wie Syrien, Jordanien und Usbekistan. Aussage der US-Regierung hierzu ist, dass die Personen nach den Gesetzen des Landes behandelt würden. Aus der Perspektive der Opfer sieht das so aus; „[…] er sei an den Genitalien mit Elektroschocks gefoltert und an Armen und Beinen aufgehängt worden, und in seiner Zelle habe kniehoch schmutziges Wasser gestanden. Zwei andere Verdächtige, die in Abwesenheit zum Tode verurteilt worden waren, wurden hingerichtet […] Er wisse auch von zwei Fällen, in denen Häftlinge zu Tode gekocht worden seien.“.

### Widerstand der Häftlinge
Als Reaktion auf die inhumanen und unzumutbaren Zustände innerhalb der Geheimgefängnisse protestieren die Inhaftierten überwiegend durch Hungerstreiks und Selbstmordversuche. Wenn man Nachrichtenmeldungen verfolgt, scheint die Anzahl derer, die die Nahrungsaufnahme verweigern, zwischen einem Fünftel und der Hälfte der Gefangenen zu schwanken. Einige wenige befinden sich auch schon seit Jahren im Hungerstreik. Zwangsernährung ist somit ein gängiges Mittel, um die betreffenden Personen am Leben zu halten. Auch Selbstmorde sind allgegenwärtig, bereits in den ersten sechs Monaten versuchten 32 Häftlinge, sich ihr Leben zu nehmen. Die US-Regierung versucht dies zu vertuschen, indem sie in den Statistiken die Selbstmordversuche nicht mehr als Selbstmordversuche, sondern „selbstverletzendes Verhalten“ aufführt. Teilweise werden Selbstmordversuche auch erst nach mehrjähriger Verzögerung bestätigt. Die erhöhte Suizidbereitschaft geht mit den angewandten Foltermethoden einher, die diese, genau wie Depressionen, hervorrufen. Reuters berichtete von einem Tag, an dem sich vier Personen umbringen wollten. Drei verwendeten Medikamente, die sie zuvor gehortet hatten. Der vierte versuchte, sich in einer Gemeinschaftszelle zu erhängen. Als die Wärter den Sterbenden abnehmen wollten, griffen die Zellengenossen die Aufseher mit Ventilatoren und Lampen an. Letztendlich konnte aber das Leben von allen gerettet werden. Erste erfolgreiche Selbstmordversuche kamen am 11. Juni 2006 an die Öffentlichkeit, demnach haben sich drei aus dem Jemen und Saudi-Arabien stammende Häftlinge erhängt. Das Militär interpretiert dies als „kriegerischen Akt gegen die USA“. Ein tragischer Umstand ist, dass die drei unwissentlich kurz vor der Entlassung standen. Es wurde nie Anklage erhoben. Zuvor hatten sie sich schon an Hungerstreiks beteiligt.
Am 30. Mai 2007 wurde der 34-jährige Saudi-Araber Abdul Rahman Maath Thafir al-Amri tot in seiner Zelle aufgefunden. Nach Angaben der Armee hatte er mutmaßlich Selbstmord begangen.

### Strafen
Erst zehn von den mehr als 500 in Guantánamo inhaftierten Personen wurden vor Gericht angeklagt. Ihnen wird überwiegend vorgeworfen, Mitglied der Al-Qaida oder Taliban-Kämpfer zu sein. Inzwischen sind mehrere hundert, nachdem sie über Jahre hinweg zu Unrecht festgehalten wurden, ohne Anklage freigelassen worden. Als Strafe wurden bisher lediglich Freiheitsstrafen verhängt. Der Todesstrafe stand bisher entgegen, dass das US-Militär Personen nur in Fort Leavenworth in Kansas hinrichten darf. Um Insassen von Geheimgefängnissen hinzurichten, hätte man sie also in US-Hoheitsgebiet bringen müssen, so dass ihre Exekution zu rechtlichen Komplikationen hätte führen können. Nach einem Artikel von Spiegel Online vom 24. Januar 2006 wurde diesem Problem Abhilfe geschaffen, indem die Richtlinien so geändert wurden, dass illegale Kombattanten nun an jedem beliebigen Ort hingerichtet werden können. So kommt man nicht mehr in Verlegenheit, eine außerhalb des US-Rechtes verurteilte Person in den USA hinrichten zu müssen. Zacarias Moussaoui drohte zunächst die Todesstrafe. Nach umfangreichen Geständnissen wurde er jedoch zu einer lebenslangen Freiheitsstrafe verurteilt. Nach dem Urteilsspruch ging er in Berufung, da er lediglich gestanden habe, um weiterer Folter zu entgehen. Der zwei Jahre lang in Guantánamo internierte „spanische Taliban“ Hamed Abderrahman Ahmed wurde in Spanien erstinstanzlich zu einer sechsjährigen Freiheitsstrafe wegen Mitgliedschaft in einer terroristischen Organisation verurteilt. In zweiter Instanz wurde er jedoch freigesprochen, da seine Aussagen unter Folter erzwungen wurden.

### Permanent „verschwundene“ Personen
Im Jahr 2006 veröffentlichte ein Zusammenschluss von sechs Menschenrechtsorganisationen, darunter Amnesty International und Human Rights Watch, eine Liste mit 36 Personen, die entweder erwiesenermaßen oder mit hoher Wahrscheinlichkeit von US-Behörden unter Terrorverdacht gefangen gehalten wurden, und die „verschwunden“ (engl. disappeared) seien. Sie seien weder wieder aufgetaucht, noch würden die US-Behörden Fragen zu ihrem weiteren Schicksal oder deren Verbleib beantworten. Diese Situation hatte sich bis zum April 2009 noch nicht wesentlich geändert. Die US-amerikanische Juraprofessorin Margaret Satterthwaite meinte dazu:

„Bis die US-Regierung das Schicksal und den Verbleib dieser Individuen aufklärt, sind diese Menschen noch verschwunden, und Verschwindenlassen ist eine der schwerwiegendsten internationalen Menschenrechtsverletzungen. (Until the U.S. government clarifies the fate and whereabouts of these individuals, these people are still disappeared, and disappearance is one of the most grave international human rights violations.)“

## Black Sites nach Ländern
- Diego Garcia – Mitten im Indischen Ozean befindet sich die Insel Diego Garcia. Sie ist territorialer Besitz von Großbritannien, wurde aber bis 2016 (später bis 2036 verlängert[88]) an die USA verpachtet. Bereits 1965 begannen die Vereinigten Staaten damit, Infrastruktur für Militär und Geheimdienst zu errichten. Anders als Guantánamo war das dortige Internierungslager bis zu seiner Enttarnung 2003 vollkommen geheim. Das Lager soll inzwischen geschlossen worden sein.
- Guantánamo – Um seine Unabhängigkeit zu erhalten, musste Kuba den USA die Guantánamo-Bucht verpachten. Eine Beendigung ist nur mit dem Willen der US-Regierung möglich. Neben den dortigen Stützpunkten hat das Militär auch diverse Internierungslager eingerichtet. Erstes Lager war Camp X-Ray, das von Januar bis zum 29. April 2002 in Betrieb war. Es hatte lediglich eine Kapazität von 320 Gefangenen und bestand zum größten Teil aus Käfigen. Diese standen in der prallen Sonne, sodass die Insassen der Witterung schutzlos ausgesetzt waren. Da die Käfige von allen Seiten frei einsehbar waren, wurden sie auch vollständig ihrer Privatsphäre beraubt. Nachdem Bilder der Internierten um die Welt gingen, wurden die Zäune des Lagers, angeblich zum Schutz der Häftlinge vor Fotografen, mit Tüchern verhängt. Weil das Lager nicht genug Kapazität hatte um Verschleppte aufzunehmen, wurde es durch das größere Camp Delta ersetzt. Dort wurden zeitweise bis zu 1000 Personen völkerrechtswidrig festgehalten und gefoltert. Das Lager besteht noch immer und ist in 7 Lager unterteilt. Camp Echo ist ein weiterer Ausbau des Gefangenenlagers. Es befindet sich außerhalb von Camp Delta und wird von der US-Militärpolizei bewacht. Anders als in Camp X-Ray befinden sich Toiletten in den Zellen und die Insassen haben die Möglichkeit, mit ihren Anwälten zu sprechen. Auch Camp Iguana ist ein ausgelagerter Komplex. Hier wurden ursprünglich Kinder interniert. Inzwischen sind dort Unschuldige untergebracht, deren Überführung in ihre Heimatländer aus diversen Gründen nicht möglich ist. Derzeit wird mit 30 Mio. $ der Ausbau der Lager weiter vorangetrieben.
- Kosovo – Nach zahlreichen Augenzeugenberichten haben die USA auch auf dem US KFOR-Stützpunkt Camp Bondsteel illegal Personen festgehalten. So sollen des Öfteren die Häftlinge in ihren typischen orangen Uniformen zu sehen gewesen sein. Ob und in welchem Umfang dies auch heute noch der Fall ist, ist nicht bekannt.
- Polen – Mitarbeiter des Flughafens Szczytno-Szymany haben detailliert eine temporäre Nutzung durch die CIA beschrieben. So habe man einen bestimmten Teil der Anlage räumen müssen, der anschließend abgesperrt wurde. Nachdem ein Konvoi aus diversen Fahrzeugen eingetroffen war, landete eine Maschine, die bis zu jenem abgesperrten Teil rollte, bevor sie zum Stillstand kam. Mehrere Personen sollen daraufhin in die Hallen geführt und dort vernommen worden sein. Die polnische Regierung bestreitet bis heute dieses Ereignis. Der Europäische Gerichtshof für Menschenrechte (EGMR) in Straßburg verurteilte 2014 die Dritte Polnische Republik zur Zahlung des Schmerzensgeldes in Höhe von 100.000 und 130.000 Euro an zwei Gefängnisinsassen aus der Black Site in Stare Kiejkuty bei Szczytno.[89][90][91]
- Irak – Im Rahmen des 3. Golfkrieges wurden tausende von Menschen inhaftiert. In Gefängnissen wie in Abu Ghuraib und Camp Bucca in Umm Qasr wurden separate Foltertrakte eingerichtet, um an Informationen über den irakischen Widerstand zu gelangen. Die US-Militärpolizei hat die Gefangenen durch Folter auf die Verhöre vorbereitet. Mehrere Häftlinge verstarben vor, bei oder nach Verhören. Die Soldaten photographierten und filmten dabei sämtliche Elemente aus mehreren Gründen. Zum einen wollte man private Andenken haben, zum anderen waren die Fotos Teil der Erniedrigungen der Häftlinge und sollten auch als Dokumentation und Lehrmaterial dienen. Camp Nama war eine Folteranlage Saddam Husseins, die von den USA weiter betrieben wurde. Hier wurde von speziell geschultem Personal Folter angewendet, um an Erkenntnisse über Abu Musab az-Zarqawi zu gelangen. 2004 wurde dieses Lager geschlossen. In der Nähe des internationalen Flughafens von Bagdad befindet sich Camp Cropper, wo auch hochrangige Verdächtigte inhaftiert sind. Saddam Hussein wurde hier gefangen gehalten. Geheim wurden aber auch weitere Personen ohne Kontrolle durch das IKRK festgehalten.
- Litauen – November 2009 wird bekannt, dass Litauen der Nutzung einer Reitakademie in der Nähe von Vilnius als Foltergefängnis zugestimmt hat. Dafür durfte Litauen der NATO beitreten.[92]
- Rumänien – Das Fernsehmagazin Panorama berichtete am 8. Dezember 2011[93] von einem Geheimgefängnis in der rumänischen Hauptstadt Bukarest. In dem Gefängnis ⊙Koordinaten: 44° 28′ 4″ N, 26° 2′ 45,1″ O, welches als Sitz der Sicherheitsbehörde ORNISS dient, sollen unter anderem Chalid Scheich Mohammed[94] sowie Abd al-Rahim al-Nashiri[95] festgehalten worden sein.

## Rechtliche Lage
- Die Beurteilung der Vorgänge ist je nach Land und Rechtssystem, von dem man ausgeht, unterschiedlich problematisch. Das US-Außenministerium beharrte darauf, dass das Vorgehen nicht gegen die Genfer Konventionen verstoßen dürfe, und lieferte sich eine juristische Auseinandersetzung mit den US-Juristen John C. Yoo und Alberto Gonzales, die die Meinung entwickelten, dass Geheimgefängnisse und Auslieferungen an folternde Länder nach ihrer Interpretation von nationalem und internationalem Recht unter bestimmten Umständen weder gegen US- noch gegen Völkerrecht verstoßen.

Diese Umstände wären bei Verhören von ungesetzlichen Kombattanten (1), die außerhalb der Vereinigten Staaten (2) stattfinden und durch die CIA (3) erfolgen, gegeben, wenn lediglich weiße Folter (4) angewendet wird, sowie bei der Überstellung von einer Person in Länder, in denen diese 100%ig nicht (5) gefoltert wird, wenn diese ein ungesetzlicher Kombattant ist.
- Da US-Geheimgefängnisse und die US-Auslieferungspraktiken nach ihrer Auffassung diesen Anforderungen entsprechen, sind sie nach dieser Definition nicht illegal.
- Aufgrund der öffentlichen Reaktionen, die mit der Aufdeckung der Praktiken verbunden waren, wurden die meisten Gesetzeslücken geschlossen.

Demnach wäre Folter mittlerweile innerhalb der USA und auch auf US-Militärbasen, sowie generell durch Personen, die für die US-Regierung arbeiten, verboten. Tatsächlich wurde lediglich das Vokabular ausgetauscht. Statt Folter zu rechtfertigen, ordnet man nun die angewendeten Maßnahmen als „erniedrigende und entwürdigende Behandlung“ ein.

### Rechtfertigung der USA
(1) Status des „ungesetzlichen“ Kombattanten 
- Status nach den Genfer Konventionen – Die Genfer Konventionen schützten in bewaffnete Konflikte involvierte Personen, indem sie ihnen nach Art der Beteiligung verschiedene Privilegien zusichert. Grob wird zwischen Kämpfenden (Kombattanten) und Zivilisten unterschieden. Keine der Gruppen darf länger als zum Kriegsende festgehalten und unter keinen Umständen inhuman behandelt werden. Es gibt zwei größere Unterschiede, Kombattanten haben das Recht an Kampfhandlungen teilzunehmen und können dafür nicht bestraft werden, Zivilisten schon.
- Nichtanwendung der Genfer Konventionen – Die US-Regierung wäre eigentlich an Völkerrecht gebunden, interpretiert dieses aber dahingehend, dass es im Falle der Black Sites nicht anwendbar sei, da dieses lediglich für bilaterale Auseinandersetzungen zwischen Staaten Geltung habe, der Krieg gegen den Terror sei jedoch anderer Natur. Der Angriff auf Afghanistan wäre ebenfalls kein Krieg zwischen Staaten, da Afghanistan, weil vom Bürgerkrieg zerrüttet, lediglich ein „gescheiterter Staat“ sei. Diese Interpretation der Genfer Konventionen ist höchst umstritten, da sie eigentlich jeden bewaffneten Konflikt abdeckt.
- Schutz durch US-Verfassung – Auf dem Boden der USA sind Menschen durch das in die Verfassung integrierte Habeas-Corpus-Gesetz geschützt. Diese schützt unter anderen vor staatlicher Willkür wie zeitlich unbegrenzter Inhaftierung ohne Gerichtsverfahren. Auch hat der Häftling das Recht zu erfahren, was ihm vorgeworfen wird.
- Nichtanwendung der US-Verfassung – 1942 wurde jedoch in dem Fall „Ex Parte Quirin“ entschieden, dass in- und ausländische „Feinde der USA“ sich nicht auf dieses Recht berufen können. Hierbei wurde bereits der Begriff „unlawful“ oder auch „enemy combatant“ geprägt.
- Anwendbares US-Recht – In Zusammenhang mit Kriegen wird ihre Behandlung seit 1949 durch die Genfer Konventionen geregelt. Wenn ein Krieg im Sinne der Konventionen, wie vorliegend, nicht angenommen wird, wird die Person nach anderem US-Recht behandelt. Dieses ist seit 2001 der Patriot Act in Verbindung mit der Military Order. Diese erlauben es „Feinde der USA“ (ungesetzlicher Kombattant) zeitlich unbegrenzt und ohne Anklage festzuhalten. Neben den USA wenden auch Kanada, Neuseeland, Australien, Israel und England diesen Status an.
- Zuständigkeit von Militärtribunalen – Da ein kriegerischer Konflikt nicht angenommen wird, müssten eigentlich Zivilgerichte zuständig sein. Die USA berufen trotzdem Militärtribunale mit der Begründung ein, dass die veränderte Sicherheitslage nach 9/11 dies rechtfertigen würde. Mittlerweile wurden anhand des Falles von Salim Ahmed Hamdan die Militärtribunale durch den Supreme Court Richter John Roberts, mit der von John Paul Stevens verfassten Entscheidung, für verfassungswidrig erklärt.

 (2) Geltungsbereich von US-Recht 
US-Recht verbietet aufgrund des integrierten Habeas-Corpus-Gesetzes grundsätzlich Haft ohne Gerichtsverfahren. Ein Urteil von 1950 besagt aber, dass die amerikanische Gerichtsbarkeit nicht für im Ausland inhaftierte Ausländer gilt. Nach Sicht einiger US-Juristen sind deswegen Geheimgefängnisse auf ausländischen US-Stützpunkten legal, da dort kein US-Recht gilt. US-Richter billigen dort inhaftierten Personen trotzdem gewisse Rechte zu, so dürfen sie erfahren, was ihnen vorgeworfen wird und US-Gerichte anrufen. Des Weiteren wurde inzwischen festgestellt, dass die USA nicht nur auf ihrem Staatsgebiet an die von ihnen unterschriebenen Menschenrechtskonventionen gebunden sind. An Verhören beteiligte Personen sind jedoch nicht strafrechtlich zu verfolgen, wenn sie auf die Rechtmäßigkeit der Verhörmethoden vertrauen konnten, falls sie angeklagt werden, erhalten sie einen Rechtsbeistand und finanzielle Unterstützung.
 (3) Definitionslücke für CIA 
Präsident Bush erklärte, dass man, obwohl man die Genfer Konventionen nicht anwenden müsse, Häftlinge human behandeln würde. Dies gelte aber nur für das Militär und nicht für die CIA. Inzwischen wurde klargemacht, dass sämtliche Angestellten der USA an US-Recht gebunden sind, auch die CIA. Jedoch wird bei Geheimdienstagenten von der Strafverfolgung abgesehen.
 (4) Rechtmäßigkeit von Folter 
Bei der Autorisierung von weißer Folter beruft man sich auf die Definition des US-Justizministeriums, dass bei Folter Schmerzen auftreten (müssen) „die in ihrer Intensität mit solchen Schmerzen vergleichbar sind, wie sie bei schweren körperlichen Verletzungen (Organversagen, Beeinträchtigung von körperlichen Funktionen und sogar Tod) auftreten“. Behandlungen wie die weiße Folter sind nach US-Definition keine Folter. Neuerdings wird die Trennung von unmenschlicher Behandlung und Folter als nichtig angesehen. Dass die USA nicht gewillt sind, von der gängigen Praxis abzuweichen, ist daran erkennbar, dass das Pentagon sich darum bemüht, das durch die Genfer Konventionen vorgegebene Verbot von „erniedrigender und entwürdigender Behandlung“ aus dem Feldhandbuch der Streitkräfte zu streichen.
 (5) Auslieferungspraxis 
Da laut Genfer Konventionen eine Auslieferung in ein Land nur verboten ist, wenn „substanzielle Gründe“ auf Anwendung von Folter vorliegen, sagen US-Experten: „Die Konvention ist nur anwendbar, wenn man davon ausgehen kann, dass der Betreffende gefoltert wird. Aber was, wenn man es nicht genau weiß? Das reicht nicht. Es gibt also immer Wege, dies zu umgehen.“.
 US-Präsident 
Die Auffassung, dass Anordnungen des US-Präsidenten über dem Gesetz stehen, kommt dieser Praxis zugute. Jeder, der Anordnungen des Präsidenten befolgt, macht sich nicht strafbar, selbst wenn sie gegen US-Recht verstoßen. Man könne wegen der Anordnungen aber ein Amtsenthebungsverfahren einleiten.
Den Kompetenzen des US-Präsidenten wurden am 29. Juni 2006 vor dem obersten US-Gerichtshof im Verfahren Hamdan v. Rumsfeld Grenzen aufgezeigt.

### Strafverfolgung
- Der Europäische Gerichtshof für Menschenrechte ist nicht zuständig, da es sich bei den USA nicht um einen der Unterzeichnerstaaten handelt.
- Die USA weigern sich, dem Internationalen Strafgerichtshof US-Bürger auszuliefern, und behalten sich vor, in den Niederlanden inhaftierte US-Bürger mit militärischen Mitteln zu befreien.
- Da NATO-Truppen in NATO-Staaten nach Artikel 8 des NATO-Truppenstatutes an die nationalen Rechte des Landes gebunden sind, in dem sie stationiert sind, machen sich diese strafbar, wenn sie an dem Transport von Gefangenen über Deutschland in folternde Länder, den möglichen Folterungen im deutschen Luftraum oder der Vorbereitung oder Durchführung von Verschleppung beteiligt waren, da diese Handlungen gegen die in Deutschland geltenden Genfer Konventionen sowie gegen das Grundgesetz, die europäische Menschenrechtskonvention und das StGB verstoßen. Die Gerichtsbarkeit über die Truppen hat jedoch nicht Deutschland, sondern das jeweilige Land, dem sie angehören.
- Das Europaparlament hat einen Untersuchungsausschuss bezüglich der möglichen Geheimgefängnisse in Osteuropa eingerichtet. Als mögliche Konsequenz wurde den verdächtigten Staaten, namentlich Polen und Rumänien, die Entziehung des Stimmrechtes im Ministerrat angedroht.
- Dem Magazin „New Statesman“ wurde ein Memo der britischen Regierung zugespielt, aus dem hervorgeht, dass Verschleppungen und Beteiligung an ihnen nach britischem Recht als illegal anzusehen seien und man dies möglichst vertuschen sollte. Eine Strafverfolgung steht aber noch aus.
- Nach § 1 des Völkerstrafgesetzbuches kann Deutschland sich Verbrechen gegen das Völkerrecht annehmen, auch wenn sie zwischen Ausländern im Ausland begangen werden (Weltrechtsprinzip, vgl. aber § 153f StPO). Aus diesem Grund wurden von Menschenrechtsorganisationen aus den Vereinigten Staaten wie z. B. dem „Center for Constitutional Rights“ in Deutschland Anzeigen gegen die Bush-Regierung erstattet.[97] Aus Gründen wie der diplomatischen Immunität der Beklagten wurde jedoch keine der 26 Anzeigen angenommen.[98] Die Personen, die die Verbrechen begangen haben, sind auf dieser Grundlage nicht zu belangen, weil Personen, die auf Befehl oder Anordnung hin Straftaten begangen haben, von der Verfolgung ausgenommen sind, wenn sie auf die Rechtmäßigkeit des Befehls vertrauen konnten.
- Italien hat einen europäischen Haftbefehl bezüglich der CIA-Agenten ausgestellt, die an der Entführung von Abu Omar beteiligt waren. Er ermöglicht es jedem Mitgliedstaat der EU, zwecks Strafverfolgung und/oder Vollstreckung die gesuchte Person festzunehmen.[99]
- Der irrtümlich entführte und 5 Monate lang misshandelte Deutsche Khaled al-Masri klagte privat auf Schadensersatz in Höhe von 75.000 $. Die Klage wurde abgewiesen, weil die CIA fürchtete, in dem Verfahren geheime Informationen preisgeben zu müssen. Des Weiteren sei der Anspruch auf Schmerzensgeld generell nicht einklagbar. Falls Khaled al-Masri tatsächlich entführt worden sei, würden die verantwortlichen US-Stellen ihm von sich aus eine angemessene Entschädigung zukommen lassen.
- Die US-Justiz hat Anklage gegen den von der CIA beauftragten zivilen Verhörspezialisten David Passaro erhoben, da der kurdische Häftling Abdul Wali nach zweitägiger Behandlung an den Folgen der angewandten Verhörmethoden verstarb.[100] Ihm wurde vorgeworfen, an einen Angriff auf eine Militärbasis beteiligt gewesen zu sein. 2006 wurde das Verfahren wegen „Gewalttätigkeiten“, nicht wegen Tötung, eröffnet. Der Verteidiger führt an, dass sein Mandant lediglich Befehle befolgt habe.
- Das US-Militär hat einen Offizier des Mordes angeklagt. Dieser hatte den gefesselten irakischen General Abed Hamed Mowhoush während eines Verhöres kopfüber in einen Schlafsack gesteckt und sich auf dessen Brust gesetzt. Mowhoush erstickte während dieser Prozedur. Der US-Offizier wurde in Fort Carson (Colorado) der fahrlässigen Tötung für schuldig befunden, die mit einem Verweis und 6000 $ Strafe geahndet wurde.
- Lynndie England, die im Abu-Ghuraib-Gefängnis an Folterungen beteiligt war, wurde vor einem US-Militärgericht zu 3 Jahren Freiheitsstrafe verurteilt. Die Anklage hatte 9 gefordert. Ihr damaliger Freund Charles Graner, der ebenfalls Gefangene misshandelt hatte, wurde zu 10 Jahren Freiheitsstrafe verurteilt. Er hatte sich damit verteidigt, dass er auf Befehl gehandelt habe. Die auch an Folter beteiligte Sabrina Harman wurde zu einer Freiheitsstrafe von 6 Monaten verurteilt.
- Die Münchner Staatsanwaltschaft hat im Falle der Verschleppung von Khaled al-Masri ein Auslieferungsgesuch für 13 CIA-Agenten verfasst. Dieses wurde bisher jedoch auf Druck von Wolfgang Schäuble (CDU) hin nicht an die US-Regierung weitergeleitet.

## Bilder

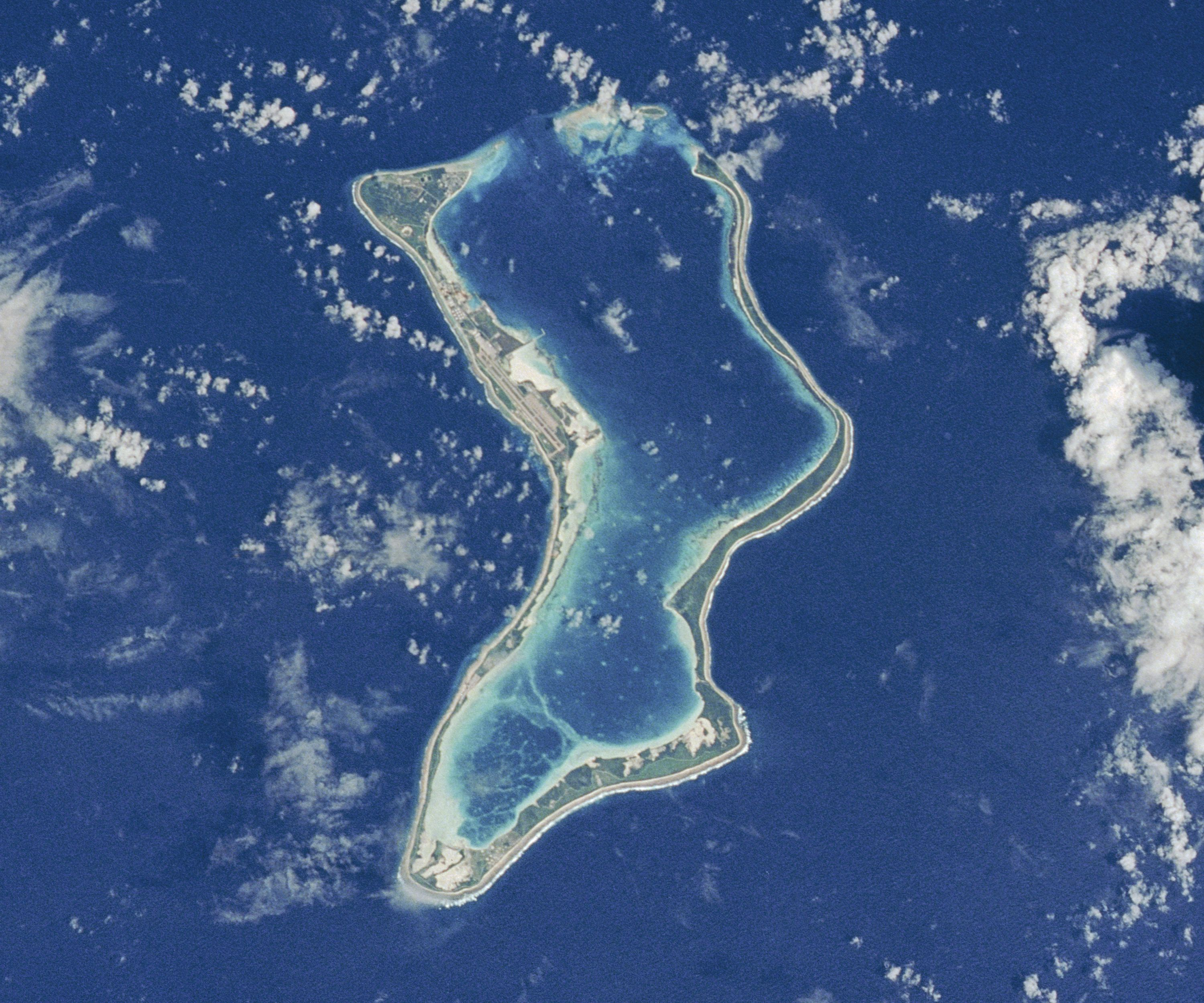
Auf der Insel Diego Garcia (Indischer Ozean) befand sich ein inzwischen geschlossenes Geheimgefängnis.
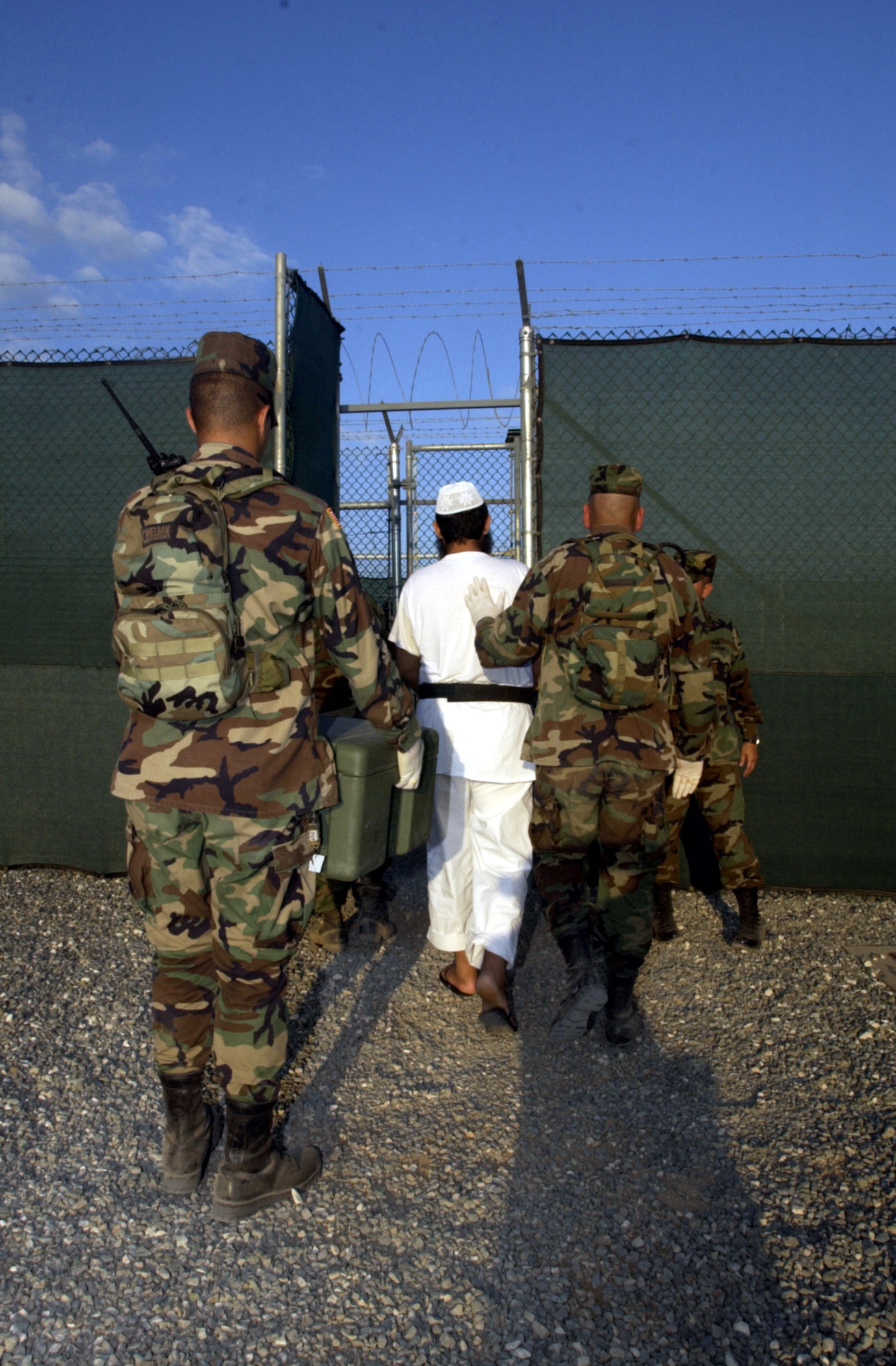
Camp X-Ray
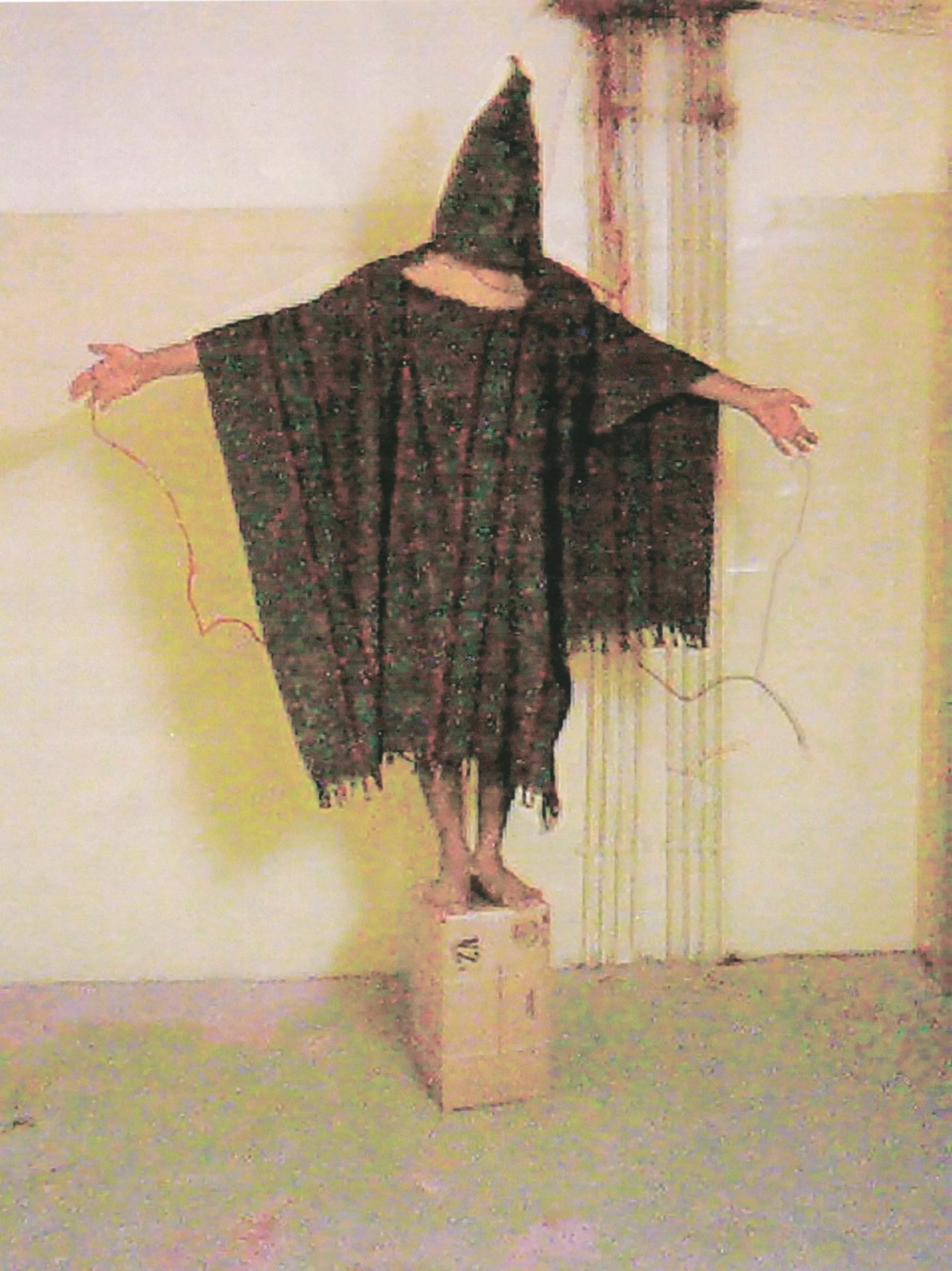
Abu-Ghuraib – Folter eines Häftlings.
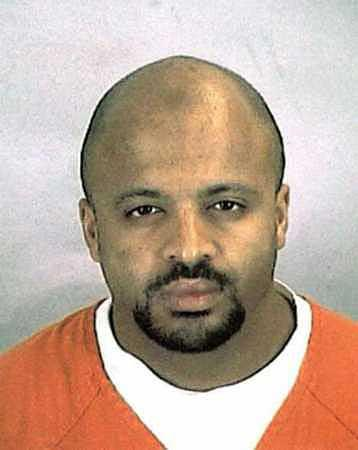
Zacarias Moussaoui wurde zu lebenslanger Haft verurteilt.
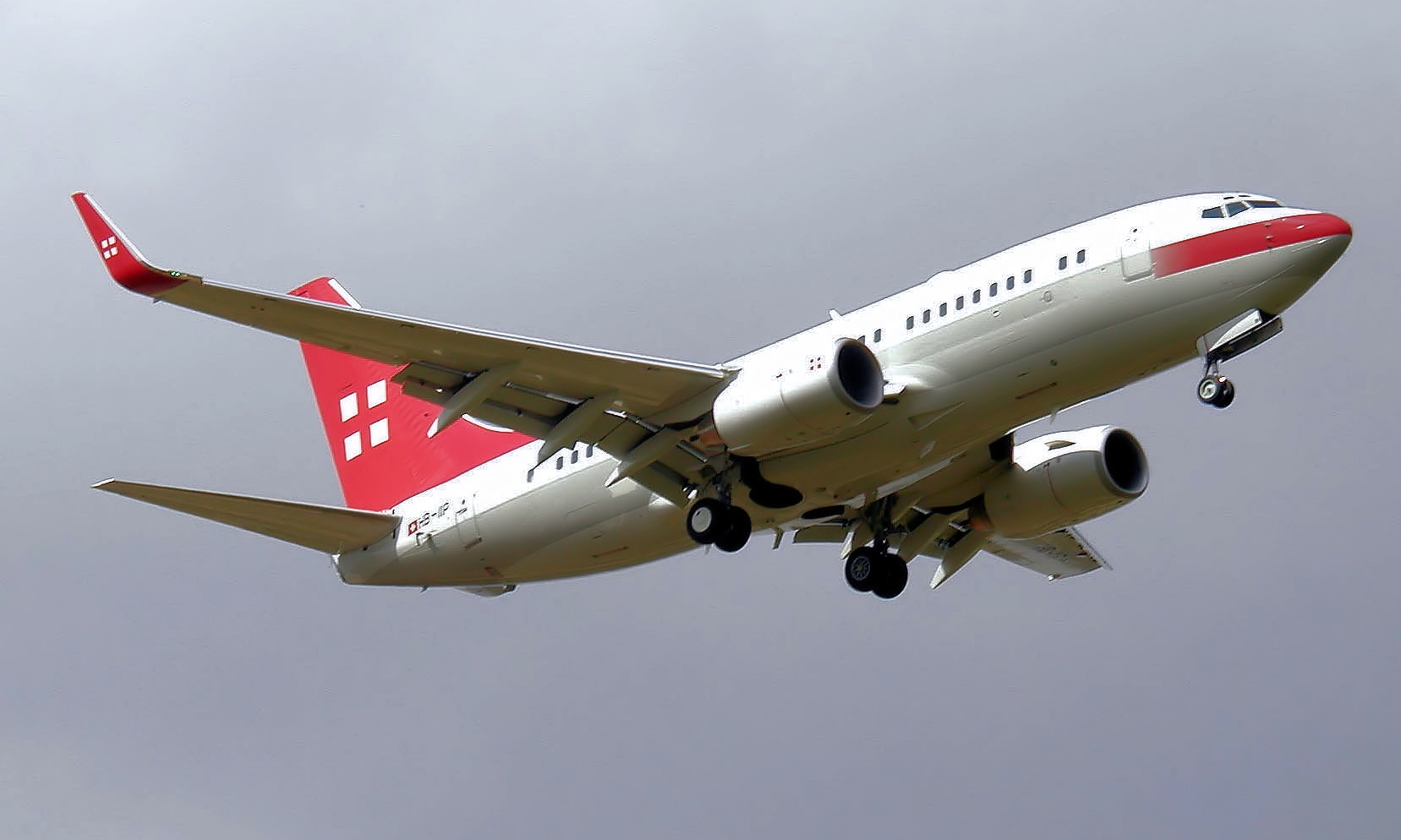
Boeing Business Jet – In größeren Maschinen wie dieser sollen auch Verhöre während des Fluges durchgeführt worden sein.
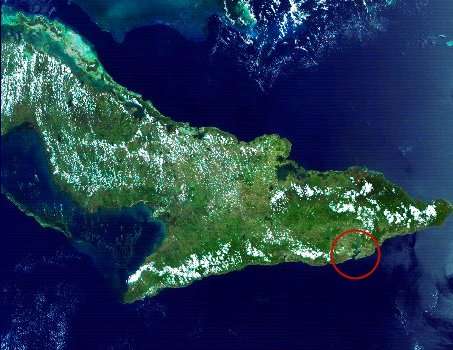
Stützpunkt des US-Militärs auf Guantánamo. Hier befinden sich eine Vielzahl von Internierungslagern der CIA wie Camp X-ray.

## Anhang – Tatbestände
Strafgesetzbuch
- § 223 StGB Körperverletzung: Wer eine andere Person körperlich misshandelt oder an der Gesundheit schädigt wird mit Freiheitsstrafe bis zu 5 Jahren oder mit Geldstrafe bestraft.
- § 227 StGB Körperverletzung mit Todesfolge: Verursacht der Täter durch eine Körperverletzung den Tod der verletzten Person, so ist die Freiheitsstrafe nicht unter 3 Jahren. In minder schweren Fällen ist auf Freiheitsstrafe von 1 Jahr bis zu 10 Jahren zu erkennen.
- Verschleppungen von Personen innerhalb Deutschlands wird nach dem deutschen Recht gemäß § 234a Absatz 1 StGB nicht mit unter 1 Jahr Freiheitsstrafe, nach Absatz 2 in minder schweren Fällen mit Freiheitsstrafe von 3 Monaten bis 5 Jahren und die Vorbereitung mit Freiheitsstrafe bis zu 5 Jahren oder Geldstrafe bestraft.
- Verschleppungen von Deutschen, die außerhalb Deutschlands stattfinden, werden laut § 5 Alternative 6 StGB nach § 234a StGB bestraft, wenn die verschleppte Person in Deutschland ihren Wohnsitz oder gewöhnlichen Aufenthalt hat.

Völkerstrafgesetzbuch
- § 7 Absatz 1 Nummer 5 VStGB: Wer im Rahmen eines ausgedehnten oder systematischen Angriffs gegen eine Zivilbevölkerung […] einen Menschen, der sich in seinem Gewahrsam oder in sonstiger Weise unter seiner Kontrolle befindet […] foltert, indem er ihm körperliche oder seelischen Schäden oder Leiden zufügt […] wird […] mit Freiheitsstrafe nicht unter 5 Jahren bestraft. In minder schweren Fällen nicht mit Strafe unter 2 Jahren. Verursacht der Täter […] den Tod eines Menschen, so ist die Strafe […] lebenslange Freiheitsstrafe oder Freiheitsstrafe nicht unter 10 Jahren. In minder schweren Fällen […] nicht unter 5 Jahren.
- § 7 Absatz 1 Nummer 7a + 7b VStGB: Wer im Rahmen eines ausgedehnten oder systematischen Angriffs gegen eine Zivilbevölkerung […] einen Menschen dadurch zwangsweise verschwinden lässt, dass er in Absicht, ihn für längere Zeit dem Schutz des Gesetzes zu entziehen, ihn im Auftrag […] eines Staates […] entführt oder in sonstiger Weise der körperlichen Freiheit beraubt, ohne dass ihm auf Nachfrage unverzüglich wahrheitsgemäß Auskunft über sein Schicksal und sein Verbleib erteilt wird, oder sich im Auftrag eines Staates […] oder entgegen einer Rechtspflicht weigert, unverzüglich Auskunft über das Schicksal und den Verbleib eines Menschen zu erteilen oder eine falsche Auskunft erteilt wird […] mit Freiheitsstrafe nicht unter 5 Jahren bestraft. In minder schweren Fällen nicht mit Strafe unter 2 Jahren. Verursacht der Täter […] den Tod eines Menschen, so ist die Strafe […] lebenslange Freiheitsstrafe oder Freiheitsstrafe nicht unter 10 Jahren. In minder schweren Fällen […] nicht unter 5 Jahren.
- § 7 Absatz 1 Nummer 8 VStGB: Wer im Rahmen eines ausgedehnten oder systematischen Angriffs gegen eine Zivilbevölkerung […] einen anderen Menschen schwere körperliche oder seelische Schäden, insbesondere der in § 226 des Strafgesetzbuches bezeichneten Art zufügt […] wird mit Freiheitsstrafe nicht unter 3 Jahren bestraft. In minder schweren Fällen […] nicht unter 1 Jahr. Verursacht der Täter […] den Tod eines Menschen, so ist die Strafe […] Freiheitsstrafe nicht unter 5 Jahren. In minder schweren Fällen […] nicht unter 3 Jahren.
- § 7 Absatz 1 Nummer 9 VStGB: Wer im Rahmen eines ausgedehnten oder systematischen Angriffs gegen eine Zivilbevölkerung […] einen Menschen unter Verstoß gegen eine allgemeine Regel des Völkerrechts in schwerwiegendster Weise der körperlichen Freiheit beraubt[…] wird mit Freiheitsstrafe nicht unter 3 Jahrenbestraft. In minder schweren Fällen […] nicht unter 1 Jahr. Verursacht der Täter […] den Tod eines Menschen, so ist die Strafe […] Freiheitsstrafe nicht unter 5 Jahren. In minder schweren Fällen […] nicht unter 3 Jahren.
- § 8 Absatz 1 Nummer 3 VStGB: Wer im Zusammenhang mit einem internationalen oder nichtinternationalen bewaffneten Konflikt […] eine nach dem humanitären Völkerrecht zu schützende Person grausam oder unmenschlich behandelt, indem er ihr erhebliche körperliche oder seelische Schäden oder Leiden zufügt, insbesondere sie foltert oder verstümmelt […] wird […] mit Freiheitsstrafe nicht unter 3 Jahren bestraft. […] Verursacht der Täter […] den Tod des Opfers […] so ist […] die Strafe […] Freiheitsstrafe nicht unter nicht unter 5 Jahren. In minder schweren Fällen […] Freiheitsstrafe nicht unter 1 Jahr.
- § 8 Absatz 1 Nummer 7 VStGB: Wer im Zusammenhang mit einem internationalen oder nichtinternationalen bewaffneten Konflikt […] gegen eine nach dem humanitären Völkerrecht zu schützende Person eine erhebliche Strafe insbesondere die Todesstrafe oder eine Freiheitsstrafe verhängt oder vollstreckt, ohne dass diese Person in einem unparteiischen ordentlichen Gerichtsverfahren, das die völkerrechtlich erforderlichen Rechtsgarantien bietet, abgeurteilt worden ist, […] wird mit Freiheitsstrafe nicht unter 2 Jahren […] bestraft.
- § 8 Absatz 1 Nummer 9 VStGB: Wer im Zusammenhang mit einem internationalen oder nichtinternationalen bewaffneten Konflikt […] eine nach dem humanitären Völkerrecht zu schützende Person in schwerwiegender Weise entwürdigend oder erniedrigend behandelt, […] wird […] mit Freiheitsstrafe nicht unter einem Jahr bestraft.
- § 8 Absatz 3 Nummer 1 VStGB: Wer im Zusammenhang mit einem internationalen bewaffneten Konflikt […] eine geschützte Person im Sinne des Absatzes 6 Nr. 1 rechtswidrig gefangen hält oder ihre Heimschaffung ungerechtfertigt verzögert, wird mit Freiheitsstrafe nicht unter 2 Jahren bestraft.

Definitionen
- § 8 Absatz 6 Nummer 1 VStGB: Nach dem humanitären Völkerrecht zu schützende Personen sind im internationalen Konflikt: […] Verwundete, Kranke, Schiffbrüchige, Kriegsgefangene und Zivilpersonen.
- § 8 Absatz 6 Nummer 2 VStGB: Nach dem humanitären Völkerrecht zu schützende Personen sind im nichtinternationalen Konflikt: […] Verwundete, Kranke, Schiffbrüchige sowie Personen, die nicht unmittelbar an den Feindseligkeiten teilnehmen und sich in der Gewalt der gegnerischen Partei befinden.
- § 8 Absatz 6 Nummer 3 VStGB: Nach dem humanitären Völkerrecht zu schützende Personen sind im internationalen und nichtinternationalen Konflikt: […] Angehörige der Streitkräfte und Kämpfer der gegnerischen Partei, welche die Waffen gestreckt haben oder in sonstiger Weise wehrlos sind.
- Eine Körperliche Misshandlung (StGB) ist jede üble unangemessene Behandlung, durch die das körperliche Wohlbefinden oder die körperliche Unversehrtheit mehr als nur unerheblich beeinträchtigt wird.
- Als Gesundheitsschädigung (StGB) gilt das Hervorrufen oder Steigern eines pathologischen, also vom normalen Funktionieren des Körpers abweichenden, Zustandes, auch wenn er nur vorübergehend ist.